# Феррари, Доменико
Доменико Феррари (итал. Domenico Ferrari; 1722, Пьяченца — 1780, Париж, Франция) — итальянский скрипач-виртуоз и композитор, один из лучших учеников Тартини. Автор сонат для скрипки с континуо, демонстрирующих переход от барочной к классицистической традиции в этом жанре.

## Биография
Родился в Пьяченце в 1722 году, младший брат виолончелиста-виртуоза Карло Феррари. Учился искусству игры на скрипке в Падуе в школе Джузеппе Тартини и в дальнейшем считался одним из лучших учеников этого мастера, уступая только Пьетро Нардини. Позже перебрался в Кремону, где выработал особый музыкальный вкус, совмещавший идеи Тартини и Пьетро Локателли. По-видимому, Феррари был лучше знаком с творчеством Локателли, чем другие молодые представители падуанской школы, что в частности следует из его сонат 1758 года. В годы пребывания в Ломбардии он успел составить себе имя как скрипач-виртуоз и обзавестись собственными учениками, среди которых был австриец Б. Хупфельд.
В 1749 году дебютировал при императорском дворе в Вене. Манеру исполнения Феррари называли новаторской. Скрипач, согласно описаниям, едва касался струн смычком и, используя только близкую к мостику часть длины струны, извлекал из инструмента звуки, похожие на звучание хрустального бокала, по которому нежно проводят пальцем. Вероятно, он продолжал периодически появляться при дворе Габсбургов вплоть до 1752 года. В 1753 году итальянец поступил на службу к герцогу Вюртембергскому, где выступал как солист вместе с Нардини, а в следующем году с большим успехом выступал на «Духовных концертах» в Париже. Исследователи расходятся во мнениях относительно его дальнейшей карьеры: некоторые полагают, что он продолжал службу в Вюртемберге вплоть до 1778 года, когда окончательно перебрался в Париж, другие же считают, что он проживал в Париже начиная с 1754 года. В этом городе он был убит в 1780 году, накануне планируемой поездки в Лондон. Согласно Ч. Бёрни, убийцей был другой музыкант, завидовавший успеху Феррари.

## Творчество
Музыковед А. Мозер датирует две из скрипичных сонат Феррари примерно 1750 годом (датировка оспаривается в «Биографическом словаре итальянцев»). На этом основании он делает вывод, что к этому времени молодой музыкант уже ознакомился с наследием французского композитора Жана-Жозефа де Мондонвиля, который в 1735 году в своих скрипичных сонатах ввёл флажолеты, сопроводив их техническими пояснениями по исполнению. Феррари с большим успехом использовал флажолеты в своих выступлениях в Австрии и Германии.
Большинство известных произведений Феррари относятся к парижскому периоду в его жизни. В их число входят многочисленные сонаты для скрипки с баса-континуо, для двух скрипок, флейты и баса и для двух скрипок, а также один концерт для скрипки со струнным оркестром. По сравнению с произведениями Тартини и Нардини, музыка Феррари более лёгкая, ориентированная в первую очередь на достижение виртуозного звучания. Наиболее примечательна в его творческом наследии одна из 36 сонат для скрипки и баса (оп. 1 № 5), в которой композитор использует обертоны. Сонаты Феррари демонстрируют переход от барочной к классицистической традиции. Характерным для музыки барокко является присутствие постоянно звучащего генерал-баса (хотя и в басовых партиях уже намечается отход от традиционного звучания), но по форме, мелодике и гармонии эти произведения ближе к идеям классицизма. В частности, композитор всегда использует трёхчастную сонатную структуру, характерную для классицизма. Быстрые части у Феррари обычно демонстрируют бинарную схему, также типичную для классицизма, хотя полноценное развитие темы на протяжении части встречается редко. Выбор тональностей богаче, чем обычно в сонатах эпохи барокко, а выбор гармоний последовательно проще; требования к исполнительскому мастерству у Феррари в целом ниже, чем у современников. Для творчества Феррари характерны короткие, чётко определённые мелодические фразы, членение на которые обеспечивают многочисленные паузы и каденции.